# Фосфоровмісні неорганічні кислоти
Фо́сфоровмі́сні неоргані́чні кисло́ти — ряд неорганічних кислот, утворених фосфором. У цих сполуках фосфор проявляє ступінь окиснення від +1 до +5. 
Кислоти можуть мати як один центральний атом фосфору, так декілька. До другого випадку належать, наприклад, циклічні метафосфатні кислоти, утворені олігомерами фрагментів HPO3, а також лінійні поліфосфатні кислоти загального складу H-(OPO2H)n-OH (H4P2O7, H5P3O10 тощо).
| Сполука                                       | Формула | Основність | Ступінь окиснення фосфору у сполуці | Константа дисоціації pKa                    |
| --------------------------------------------- | ------- | ---------- | ----------------------------------- | ------------------------------------------- |
| Гіпофосфітна кислота                          | H3PO2   | 1          | +1                                  | 1,2                                         |
| Фосфітна кислота                              | H3PO3   | 2          | +3                                  | 1,3 (pK1) 6,7 (pK2)                         |
| Ортофосфатна кислота                          | H3PO4   | 3          | +5                                  | 2,16 (pK1) 7,21 (pK2) 12,32 (pK3)           |
| Дифосфітна кислота                            | H4P2O5  | 2          | +3                                  |                                             |
| Гіпофосфатна кислота (гіподифосфатна кислота) | H4P2O6  | 4          | +4                                  |                                             |
| Пірофосфатна кислота (дифосфатна кислота)     | H4P2O7  | 4          | +5                                  | 0,91 (pK1) 2,10 (pK2) 6,70 (pK3) 9,32 (pK4) |
| Трифосфатна кислота                           | H5P3O10 | 5          | +5                                  |                                             |
| Тетрафосфатна кислота                         | H6P4O13 | 6          | +5                                  |                                             |
| Метафосфатні кислоти                          | (HPO3)n | n          | +5                                  |                                             |